# C/1911 S3 (Белявского)
Комета Белявского (Beljawsky, C/1911 S3, старые обозначения 1911 IV и 1911g) — долгопериодическая комета, открытая 28 сентября 1911 года перед восходом Солнца российским астрономом С. И. Белявским.
Комета прошла перигелий 10 октября 1911 года на расстоянии 0,30 а. е. от Солнца, и наблюдалась недалеко от Солнца, сначала на утреннем, а с середины октября и на вечернем небе. Была видна невооружённым глазом как светило 2—3-й звёздной величины с хвостом длиной до 15°. С ноября наблюдалась на южном небе.